# Pies Descalzos
Pies Descalzos (tiếng Việt: Chân Trần) là album bằng tiếng Tây Ban Nha của ca sĩ, nhạc sĩ Latin pop người Colombia Shakira, phát hành vào năm 1996. Album này bán được hơn 5 triệu bản trên toàn thế giới.

## Danh sách bài hát
Tất cả các bài hát đều được sáng tác bởi Shakira Mebarak. 
| Phiên bản thông thường | Phiên bản thông thường           | Phiên bản thông thường |
| STT                    | Nhan đề                          | Thời lượng             |
| ---------------------- | -------------------------------- | ---------------------- |
| 1.                     | "Estoy Aquí"                     | 3:52                   |
| 2.                     | "Antología"                      | 4:14                   |
| 3.                     | "Un Poco de Amor"                | 4:01                   |
| 4.                     | "Quiero"                         | 4:10                   |
| 5.                     | "Te Necesito"                    | 4:00                   |
| 6.                     | "Vuelve"                         | 3:53                   |
| 7.                     | "Te Espero Sentada"              | 3:24                   |
| 8.                     | "Pies Descalzos, Sueños Blancos" | 3:25                   |
| 9.                     | "Pienso En Ti"                   | 2:25                   |
| 10.                    | "¿Dónde Estás Corazón?"          | 3:51                   |
| 11.                    | "Se Quiere, Se Mata"             | 3:38                   |

| Phiên bản tại Mỹ Latin | Phiên bản tại Mỹ Latin           | Phiên bản tại Mỹ Latin |
| STT                    | Nhan đề                          | Thời lượng             |
| ---------------------- | -------------------------------- | ---------------------- |
| 1.                     | "Estoy Aquí"                     | 3:52                   |
| 2.                     | "Antología"                      | 4:14                   |
| 3.                     | "Un Poco de Amor"                | 4:01                   |
| 4.                     | "Quiero"                         | 4:10                   |
| 5.                     | "Te Necesito"                    | 4:00                   |
| 6.                     | "Te Espero Sentada"              | 3:24                   |
| 7.                     | "Pies Descalzos, Sueños Blancos" | 3:25                   |
| 8.                     | "Vuelve"                         | 3:53                   |
| 9.                     | "Pienso En Ti"                   | 2:25                   |
| 10.                    | "¿Dónde Estás Corazón?"          | 3:51                   |
| 11.                    | "Se Quiere, Se Mata"             | 3:38                   |

Phiên bản tái bản Brazil:
| Brazilian release Bonus Tracks | Brazilian release Bonus Tracks                                           | Brazilian release Bonus Tracks |
| STT                            | Nhan đề                                                                  | Thời lượng                     |
| ------------------------------ | ------------------------------------------------------------------------ | ------------------------------ |
| 12.                            | "Estou Aqui (Portuguese version of "Estoy Aquí")"                        | 3:51                           |
| 13.                            | "Um Pouco De Amor (Portuguese version of "Un Poco De Amor")"             | 4:00                           |
| 14.                            | "Pés Descalços (Portuguese version of "Pies Descalzos, Sueños Blancos")" | 3:25                           |
| 15.                            | "Estoy Aquí (The Radio Edit)"                                            | 3:51                           |
| 16.                            | "¿Dónde Estás Corazón? (Remix Single)"                                   | 3:51                           |

## Đĩa đơn
- "¿Dónde Estás Corazón?" (1995)
- "Estoy Aquí" (1996)
- "Pies Descalzos, Sueños Blancos" (1996)
- "Un Poco de Amor" (1996)
- "Antología" (1997)
- "Se Quiere, Se Mata" (1997)

## Bảng xếp hạng
| Bảng xếp hạng (1996)                  | Vị trí cao nhất |
| ------------------------------------- | --------------- |
| German Albums Chart                   | 71              |
| U.S. Billboard Hot Heatseekers Albums | 34              |
| U.S. Billboard Latin Albums           | 5               |
| U.S. Billboard Latin Pop Albums       | 3               |

## Chứng nhận
| Quốc gia  | Chứng nhận  |
| --------- | ----------- |
| Argentina | 2x Bạch kim |

## Chi tiết phát hành
| Quốc gia | Ngày | Nhãn               | Định dạng | Catalog |
| Colombia | 1996 | Sony International |           | 81795   |